# Chronica Boemorum
De Chronica Boemorum (Nederlands: Kroniek van Bohemen, Tsjechisch: Kosmova kronika en Duits: Chronik der Böhmen) is een in het Latijn geschreven kroniek over de vroege geschiedenis van de Tsjechen. De oorspronkelijke tekst is geschreven door Cosmas van Praag, de deken van het kapittel van de Sint-Vituskathedraal. Waarschijnlijk is de Chronica Boemorum, die uit drie boeken bestaat, geschreven tussen 1119 en 1125.